# 吳曉謹
吳曉謹（1995年8月28日—）為臺灣男子籃球運動員，場上位置為小前鋒，現效力於台灣職業籃球大聯盟高雄全家海神。

## 生平
吳曉謹來自花蓮縣光復鄉馬太鞍部落，國中時是練田徑，就讀花蓮高中開始接觸正規籃球訓練，大學進入國立高雄師範大學，2017年7月在超級籃球聯賽新人選秀會第一輪第五順位被台灣啤酒選中。2020年夏天轉戰高雄九太科技。第十八季超級籃球聯賽結束後，吳曉謹與其他高雄九太科技主力球員被轉移至T1聯盟高雄全家海神。2022年2月代表中華台北參加2023年世界盃籃球賽亞洲區資格賽。2023年8月24日，高雄全家海神宣布與吳曉謹完成續約。

## 外部連結
- 吳曉謹在fiba.basketball（英语）
- 吳曉謹在台灣職業籃球大聯盟
- 吳曉謹在Eurobasket.com（球員）（英语）
- 吳曉謹在Proballers（英语）
- 吳曉謹在RealGM（英语）
- 吳曉謹在Flashscore（英语）